# Miss Jojo
Miss Jojo, nascuda Josiane Uwineza, també coneguda com a Iman Uwineza, és una cantant ruandesa de R&B. La seva música combina R&B i elements musicals ruandesos tradicionals.

## Biografia
Nascuda al districte de Bugesera de Ruanda en 1983, Uwineza gaudia de cantar i ballar quan era nena i els seus pares la van animar a desenvolupar el seu talent.
Uwineza va iniciar la seva carrera musical després de guanyar el Rector Excellence Award de 2007 en la categoria de "Millor Artista Femení" a la Universitat Nacional de Ruanda, on estava completant una llicenciatura en anglès. Miss Jojo va treure el seu àlbum de debut, Genesis, l'any següent.
A continuació va seguir el llançament del seu segon àlbum, Woman, en 2012. El seu darrer àlbum promou el tema de l'empoderament femení, una causa que la cantant defensa tant dins com fora de l'escenari. També utilitza les seves lletres per sensibilitzar els joves sobre els perills de l'abús de drogues i el VIH/SIDA i encoratjar els ruandesos a participar en els esforços nacionals de desenvolupament i fer eleccions prudents per al seu futur. Ella és molt activa en la promoció de causes humanitàries.

## Vida personal
En 2007 es va convertir públicament a l'islam i va canviar el seu nom de Josiane a Iman. Aquest canvi va cridar l'atenció dels mitjans de comunicació que especulaven que la cantant s'havia convertit per complaure al seu llavors promès i productor, una al·legació que Uwineza nega.

## Premis
- 2012: Millor artista femení (Salax)
- 2011: Millor artista femení (Salax)
- 2010: Millor artista femení (Salax),
- 2010: Millor artista femení (Ijoro ry'urukundo)
- 2010: Cançó de l'any Siwezi Enda (Ijoro ry'urukundo)
- 2009: premi Pam (Pearl of Africa Music Award) Millor artista femení ruandès
- 2009: Millor artista femení (Salax)
- 2008: premi Pam (Pearl of Africa Music Award) Millor artista femenina ruandesa